# Crivo de Sundaram
Crivo de Sundaram é uma tabela dos números naturais ímpares compostos, feita por progressões aritméticas organizadas em colunas. O crivo baseia-se no princípio de que, ao determinar o conjunto dos números compostos ímpares, pode-se deduzir o conjunto dos números primos. A n-ésima coluna tem por primeira terminação (2n + 1)2 e por diferença entre terminações consecutivas d = 4n + 2. Qualquer número ímpar diferente de 1, que não se encontre na tabela, é primo.
Considere-se um número composto ímpar da forma {\displaystyle n=(2p+1)(2q+1)}, onde p e q são números naturais e {\displaystyle q=p+k} para algum k natural. Então,
{\displaystyle n=(2p+1)(2p+2k+1)[1]=4p^{2}+4p+4kp+2k+1=(2p+1)^{2}+2\cdot (2p+1)\cdot k}
com o que n encontraria-se na p-ésima columna e na k-ésima fila
Ao fazer p e k percorrerem o conjunto {\displaystyle \mathbb {N} } obtêm-se o conjunto dos números que são produtos de dois ímpares que se encontram na tabela.
| 9   |     |     |     |     |     |     |     |     |     |     |     |
| 15  | 25  |     |     |     |     |     |     |     |     |     |     |
| 21  | 35  | 49  |     |     |     |     |     |     |     |     |     |
| 27  | 45  | 63  | 81  |     |     |     |     |     |     |     |     |
| 33  | 55  | 77  | 99  | 121 |     |     |     |     |     |     |     |
| 39  | 65  | 91  | 117 | 143 | 169 |     |     |     |     |     |     |
| 45  | 75  | 105 | 135 | 165 | 195 | 225 |     |     |     |     |     |
| 51  | 85  | 119 | 153 | 187 | 221 | 255 | 289 |     |     |     |     |
| 57  | 95  | 133 | 171 | 209 | 247 | 285 | 323 | 361 |     |     |     |
| 63  | 105 | 147 | 189 | 231 | 273 | 315 | 357 | 399 | 441 |     |     |
| 69  | 115 | 161 | 207 | 253 | 299 | 345 | 391 | 437 | 483 | 529 |     |
| ... | ... | ... | ... | ... | ... | ... | ... | ... | ... | ... | ... |
| --- | --- | --- | --- | --- | --- | --- | --- | --- | --- | --- | --- |

Sundaram foi um matemático indiano. O crivo que este publicou em 1934 era ligeiramente diferente do modelo aqui exposto.

## Forma quadrática associada
A forma quadrática {\displaystyle p=\left(\,k+2j+1\right)^{2}-k^{2},com\,k\in \mathbb {N} \;e\;j\in \mathbb {N} ,} tem por menos um par (k, j) de soluções em números naturais, para cada valor de p composto. Quando p é composto, k pode tomar qualquer valor natural e também pode ser nulo, se o número p é um quadrado. O valor de j sempre é não-nulo para p composto. Uma  solução (k, j) única, com j = 0, indica que p é um número primo em {\displaystyle \mathbb {Z} }.
Se desenvolvermos o quadrado, o resultado é análogo à expressão [1]: {\displaystyle p=\left(\,k+2j+1\right)^{2}-k^{2}=(2j+1)(2k+2j+1)}.
As soluções da forma quadrática não estão delimitadas, ainda que esta fórmula não pode ser utilizada para determinar a primalidade de um número. O crivo constitui um método quase de "força bruta", também impraticável para números muito grandes.

## Relação de equivalência
Se reordenamos o crivo de Sundaram e o escrevermos de um modo diferente, podemos dividir os números compostos em classes disjuntas:
O critério a seguir consiste em agrupar os números que tem um mesmo divisor mínimo. Começamos por 9, que é um quadrado e seguimos por todos os múltiplos de 3 que no contenham fatores pares. Seguimos com 25, que também é um quadrado, e agrupamos todos os múltiplos de 5 que no tenham fatores menores que 5. Assim sucessivamente (Observa-se que 81 está, agora, na classe que começamos com 9). Todas estas classes de números naturais compostos ficam agrupadas em subconjuntos disjuntos dois a dois.
Agora ampliamos algo mais o conteúdo do crivo. Colocamos o mínimo divisor como precedente de cada quadrado e o aceitamos como representante da classe (é o divisor mínimo comum da classe). Também, agrupamos o 2 e todos os pares como uma  classe adicional e teremos  todos os números naturais - exceto o 1 - divididos em classes disjuntas. Isto indica que se foi realizado um quociente de {\displaystyle \mathbb {N} -\{1\}} por uma  relação de equivalência. Os representantes dessas classes são os números primos.